# Урс Аостский
Урс (VI век; ит.: Sant'Orso d'Aosta; фр.: Saint Ours d'Aoste) — епископ Аостский. Дни памяти — 1 февраля, 17 июня.
По преданию, св. Урс был ирландцем по происхождению. Он проповедовал Христианство в области Динь.  Оппонент арианству, св. Урс сослужил в качестве архидиакона св. Иукунду (ит.: San Giocondo; фр.: Saint Joconde), епископу аостскому. Когда арианин Полцеан (Polcean) стал епископом Аосты, св. Урс и несколько иных клириков оставили аостский собор и основались на месте современной коллегиальной церкви св. Урса.